# Juba & Lula
Juba & Lula foi uma série de televisão exibida pela Rede Globo em 1989.
Após o encerramento de Armação Ilimitada no dia 8 de dezembro de 1988, a dupla Juba e Lula voltou à programação da Rede Globo com um spin-off  Juba & Lula, o programa ficou no ar do dia 5 de junho até 28 de julho cobrindo o período das férias escolares, com exibição de segunda à sexta-feira, às 17h00.
Ecologia, esporte e ação integravam a receita do formato do programa. Com duração de 50 minutos, o programa estreou no Dia Internacional do Meio Ambiente.
A dupla apresentava jogos, reportagens e aventuras num cenário construído na cidade cenográfica da Rede Globo em Guaratiba. O espaço era reservado para um auditório composto por uma arquibancada e um palco, que funcionava como a morada dos heróis. De lá, Juba e Lula conduziam competições variadas e contavam com a participação de 200 crianças a cada edição. Corridas de bicicletas, labirintos com obstáculos e uma pista de skateboard eram algumas atrações. Um computador Havaí, idealizado pelo diretor do programa Roberto Talma, participava das competições, dando informações necessárias sempre que a dupla de apresentadores solicitava.
O quadro "Você sabia?", era apresentado por um cãozinho animado desenhado por Ricardo Nauemberg. O cartoon tinha 2 entradas rápidas durante o programa e fornecia as mais variadas informações.
Era apresentada semanalmente uma aventura protagonizada pela dupla, em cinco capítulos, cada um com duração de 6 a 7 minutos, quando acaba cada programa. Além de Kadu Moliterno e André de Biase, também integravam o elenco Paulo César Pereio, Evandro Mesquita ( que também se encarregou dois roteiros ao lado de Régis Moreira ) e o computador Hawaii. Cada história contava ainda com participações especiais como Leo Jaime, Mariana de Moraes, Daniele Daumerie e Paulo Leão.
O programa foi escrito por 4 duplas de autores formadas por Ronaldo Santos/Charles Peixoto, Evandro Mesquita/Régis Moreira, Fausto Fawcett/Chacal e Yoya Wursch/Luís Carlos Góes, com direção de Roberto Talma, Jodele Larcher e Paulo Trevisan.

## Reprises
Está sendo reexibida na íntegra pelo Canal Viva desde 26 de julho de 2017.